# 石家田乡
石家田乡，是中华人民共和国山西省大同市灵丘县下辖的一个乡镇级行政单位。

## 行政区划
石家田乡下辖以下地区：
石家田村、太那水村、鹿沟村、焦庄村、贾庄村、马头关村、孙庄村、马湾村、义泉岭村、石窑村、温北堡村、温东堡村、牛角坝村、下北罗村、上北罗村、东张庄村和鹿角村。